# She’s So High
«She’s So High» — песня группы Blur, которая увидела свет на вышедшем 15 октября 1990 года дебютном сингле группы, вместе с песней «I Know». Сингл поднялся до 48 позиции в чарте синглов Великобритании, попав в него неделей ранее десятью позициями ниже. Тем не менее, сингл был назван журналом NME синглом недели и много позднее попал в компиляцию Blur: The Best Of взамен других песен, превзошедших эту в чартах, что указывало на крайнюю популярность песни. Также это первый трек дебютного альбома группы — Leisure (1991). Рекламные постеры сингла с изображением обнажённой женщины на гиппопотаме с обложки сингла вызвали волнение и уничтожались феминистами в Хакни.

## Видеоклип
В программе телеканала MTV «Blurography special» 1996 года, где члены группы говорили о своих видеоклипах, барабанщик группы Дэйв Раунтри вспоминал: «Глава нашей записывающей компании, Дэвид Бальф (David Balfe), хотел попробовать себя в качестве режиссёра. Так в клипе появились эти неоновые круги, подвешенные к потолку тремя проволоками, каждой из которых управляло по одному человеку. Он [Бальф] хотел, чтобы эти люди дергали проволоку так, чтобы неоновые круги тряслись и дрожали. Он постоянно кричал: „Я пока что не вижу настоящей тряски!“».

## Варианты изданий
- 12"

1. «She’s So High»
2. «Sing»
3. «I Know» (extended)

- 7" and Cassette

1. «She’s So High» (edit)
2. «I Know»

- компакт-диск

1. «She’s So High» (edit)
2. «I Know» (extended)
3. «Down»

- European CD

1. «She’s So High» (edit)
2. «I Know»
3. «High cool» (easy listening mix)
4. «Bad Day» (leisurely mix)

## Продюсирование
- «She’s So High» и «I Know» — продюсеры Стив Лауэл (Steve Lovell) и Стив Пауэр (Steve Power)
- «Sing» и «Down» — продюсеры Blur